# Ğ
Ğ, ğは、Gにブレーヴェを付した文字である。
トルコ語、アゼルバイジャン語、タタール語、クリミア・タタール語などいくつかのラテン文字を用いるテュルク諸語で使われる。トルコ語第9字母。発音は、条件によって変わるが、主に長音の発音になる。
この文字を使わない言語ではghという綴りで表されることがある。

## 呼称
- トルコ語: yumuşak ge（ユームシャック・ゲ：軟らかいG）
- アゼルバイジャン語: ğe（ゲ）[ɣe]

## 音価
本来は、喉の奥で出すガの摩擦音 [ɣ]、または y と同じ半母音 [j]（平凡社百科事典、白水社エクスプレスなど）であった。
現代トルコ語では、以下のような発音になる。
- 音節頭および母音間では発音せず、黙字となる。
  - boğaz : ボアズ 「喉」
  - yoğurt : ヨウルト「ヨーグルト」
- 直前に母音があり、さらに ğ が語末であったり、その直後が母音ではなく子音である場合は、直前の母音の発音をのばしたような音になり、長音となる。
  - dağ : ダー 「山」
  - fotoğraf : フォトーラフ 「写真」

アゼルバイジャン語では [ɣ] を表す。

## 歴史
最初にこの字形を採用したのはトルコ語である。

## 文字コード
| 大文字 | Unicode | JIS X 0213 | 文字参照       | 小文字 | Unicode | JIS X 0213 | 文字参照       | 備考 |
| ------ | ------- | ---------- | -------------- | ------ | ------- | ---------- | -------------- | ---- |
| Ğ      | U+011E  | -          | &#x11E; &#286; | ğ      | U+011F  | -          | &#x11F; &#287; |      |